# Bric Sportiole
Il Bric Sportiole è una montagna dell'Appennino Ligure che raggiunge gli 891 m s.l.m..

## Toponimo
Il nome della montagna sembrerebbe legato alle morfologia del terreno e starebbe a indicare "qualcosa che sporge". In alcuni testi francesi il Bric Sportiole viene anche indicato come Portieure.

## Descrizione

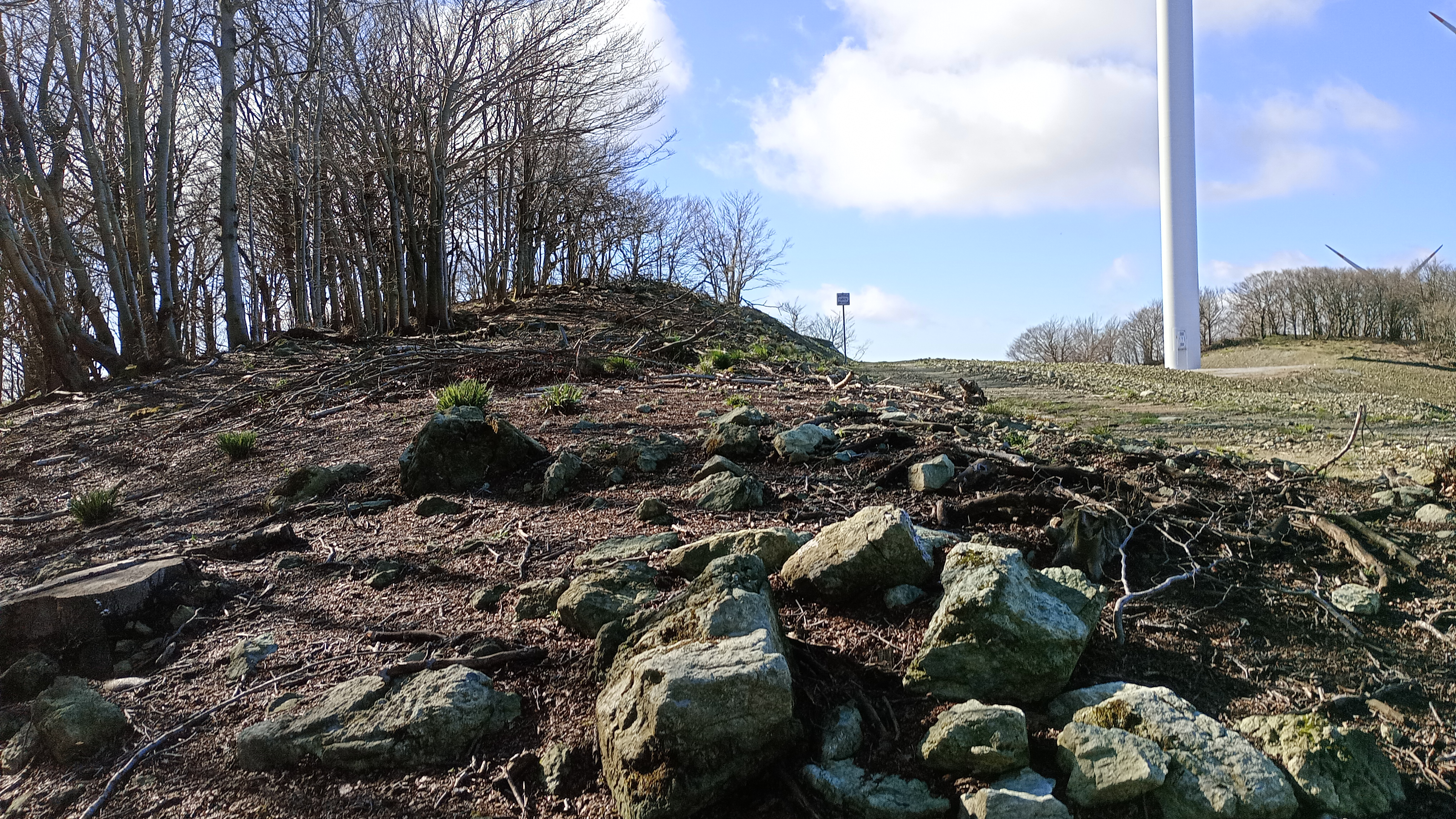
La cima del monte

Il Bric Sportiole fa parte del Massiccio Savonese e si trova sul crinale spartiacque padano/ligure; il versante sud è drenato dal torrente Sansobbia, mentre quello settentrionale fa parte del bacino idrografico dell'Erro. La prominenza topografica della montagna è di 358 metri, e questa rappresenta la maggiore elevazione del tratto più occidentale dell'Appennino ligure, quello compreso tra la Bocchetta di Altare e il Colle del Giovo. L'area circostante è ammantata da estese faggete. Dalla sua zona sommitale il panorama è vastissimo, e permette di scorgere un lungo tratto della catena alpina. Amministrativamente il Bric Sportiole si trova in provincia di Savona, al confine tra i comuni di Stella (a sud-est) e di Pontinvrea.

## Geologia
Il Bric Sportiole dà il nome alla "Formazione dei Metagabbri del Bric Sportiole", caratterizzata dalla presenza di metagabbri a grana media o medio-grande. La massa dei metagrabbri risulta localmente intercalata da dicchi basaltici. Le rocce del substrato sono ricoperte da strato detritici con una componente ghiaiosa piuttosto grossolana.

## Storia

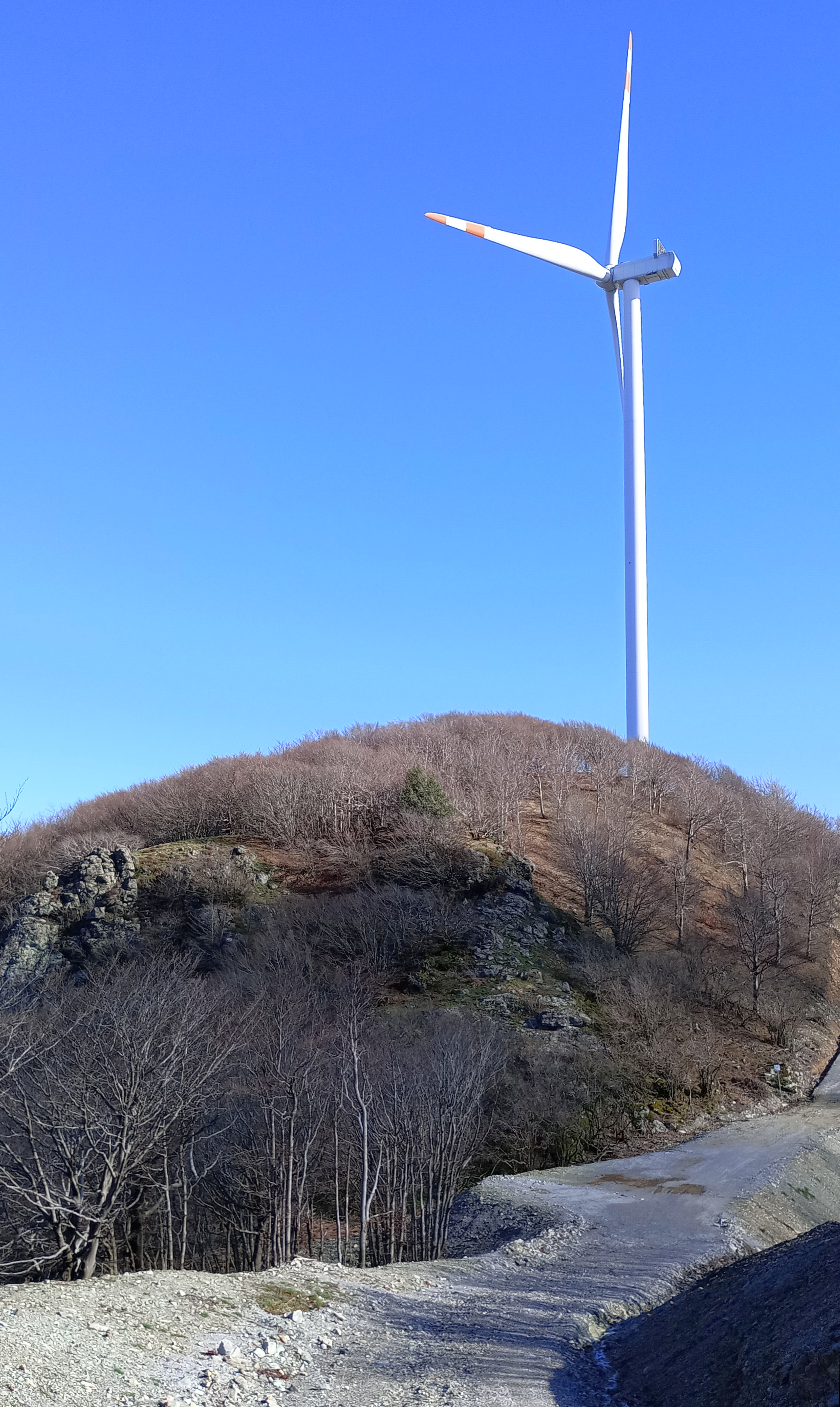
L'aerogeneratore presso la cima del Bric Sportiole con in primo piano la strada di servizio

Nell'aprile del 1796, nel corso delle operazioni legate alla Battaglia di Montenotte, il generale austriaco Argenteau fece occupare il Bric Sportiole da un battaglione al comando del colonnello Lezeni, in modo da proteggere il fianco sinistro dello schieramento austro-piemontese.
Sul Bric Sportiole, a brevissima distanza dalla cima, nell'ambito dei lavori di costruzione del Parco Eolico “Monte Greppino” attuati a partire dal 2020, è stato collocato un grande aerogeneratore ad asse orizzontale. Le torri che sostengono gli aerogeneratori del parco eolico hanno un'altezza di circa 117 metri al mozzo di rotazione delle pale eoliche, ad hanno un notevole impatto visivo e paesaggistico.

## Accesso alla vetta
Per la cima del monte transita l'Alta Via dei Monti Liguri nella sezione che collega il Colle di Cadibona con il Passo del Giovo.

## Bibliografia

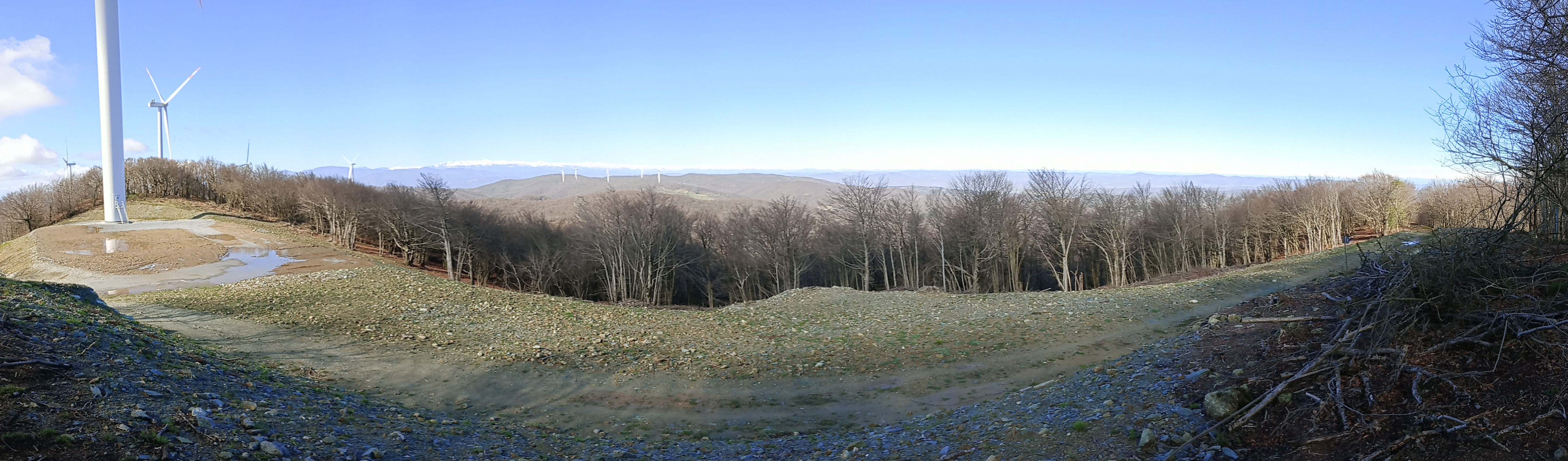
Vista verso nord-ovest